# Volare
Nel blu dipinto di blu („В синьото (небе), нарисувано в синьо“), повече известна с началото на припева като Volare („Летя“) или с продължението Volare, cantare („Летя, пея“), е песен на композитора и певец Доменико Модуньо. Тексът е на поета Франко Милячи.
За първи път е представена от автора Модуньо и (второ изпълнение) Джони Дорели на фестивала на италианската песен в Санремо през 1958 година и го печели. Това е първата година, когато фестивалът се излъчва пряко по мрежата „Евровизия“ на Европейския съюз за радио и телевизия. Песента добива огромна популярност в страната, в Европа и по света – още в първите 12 дни след фестивала са продадени 12 000 броя от плочата, а общо продажбите достигат (според оценка на RAI) 800 000 броя към февруари 2013 г.
Същата година песента представлява Италия на конкурса „Евровизия“, където заема 3-то място. През 2005 година песента е призната, веднага след Waterloo на квартета ABBA, за най-добра песен в историята на конкурса „Евровизия“ за първия половин век от неговото съществуване.
Това е най-известната песен на Доменико Модуньо. Тя е единствената песен, изпята от италиански певец и достигнала № 1 в класацията Billboard Hot 100 на САЩ. Изцяло изпята на италиански език, тя е също и единствената песен, която не е на английски, удостоена с наградата „Грами“ в номинацията „запис на годината“ (1958).
Съществуват и много кавър версии на песента. През 1970-те години мелодията на песента с изменени думи е използвана в рекламни материали на автомобила Plymouth Volaré.